# Calogoniodiscus
Genre
Calogoniodiscus est un genre fossile d'escargots, des mollusques gastéropodes terrestres, du sous-ordre des Helicina et de la famille des Discidae. Deux espèces ont été décrites, elles proviennent de sédiments datant du Crétacé supérieur ou du Tertiaire, en France et en Chine. 

## Liste des espèces
Selon World Register of Marine Species (13 octobre 2019) :
- † Calogoniodiscus elegans Yü in Yü et al.[3], 1982 (taxon inquirendum) - Crétacé supérieur et Tertiaire inférieur du sud de la province d'Anhui, en Chine ;
- † Calogoniodiscus perelegans (Deshayes, 1863) (syn. Helix perelegans Deshayes[4], 1863 ou Gonyodiscus (Gonyodiscus) perelegans (Deshayes, 1863)). Type dans le Tertiaire des environs de Paris.